# Dangerous (nummer van Michael Jackson)
Dangerous is een nummer geschreven en gezongen door de Amerikaanse popster Michael Jackson. Het nummer is onderdeel van het gelijknamige album Dangerous, waar het zich als laatste op de tracklist bevindt. Dangerous was in januari 1994 gepland als tiende single van het album, maar werd nooit uitgebracht omdat Jackson in augustus 1993 werd beschuldigd van seksueel misbruik. Ook Jacksons instabiele gezondheid en de matige ontvangst van de vorige single, Gone Too Soon, speelde mee in dit besluit.

## Totstandkoming
Jackson werkte in 1986 en 1987 samen met producer Quincy Jones aan Streetwalker. Het nummer werd voor lange tijd overwogen als onderdeel van de tracklist voor het album Bad. Echter wisten Jones en Jacksons manager Frank DiLeo hem ervan te overtuigen dat Another Part Of Me beter op het album zou passen, dit ten kosten van Streetwalker.
Jackson besloot in 1988 samen met geluidstechnicus en producer Bill Bottrell verder te werken aan Streetwalker, maar beide concludeerden dat de instrumentatie niet meer paste bij het nieuwe geluid waar Jackson naar op zoek was. Toen Jackson en Bottrell in 1989 startte met het maken van nieuwe muziek, hergebruikte zij de baslijn van Streetwalker als leidraad voor een vroege versie van Dangerous. Naarmate Dangerous verder werd ontwikkeld door Teddy Riley, verdween de betreffende baslijn uit het nummer. Deze is dan ook niet meer hoorbaar in de uiteindelijke versie.

## Uitgave
In januari 1994 werkte DJ en producer Roger Sanchez aan een tiental remixes van Dangerous. Jackson had extra materiaal nodig voor de geplande single en was van plan om de remixes onderdeel te maken van de CD-uitgave. Omdat de single uiteindelijk werd geannuleerd, werden ook de remixes niet uitgegeven. In 1997 besloot Jackson alsnog om drie van de remixes uit te brengen als onderdeel van de Blood On The Dance Floor-single. Verder was in 2004 de vroege demo van het nummer, een versie uit 1989 met de baslijn van Streetwalker, onderdeel van de boxset The Ultimate Collection.
"Blood on the Dance Floor" single mixes
- "Dangerous (Roger's Dangerous Club Mix)" – 6:58
- "Dangerous (Roger's Dangerous Edit)" – 4:40
- "Dangerous (Roger's Rough Dub)" – 6:48

Niet uitebrachte mixes
- "Dangerous (Roger's Funky Jeep Mix)" – 6:55
- "Dangerous (Roger's Funky Jeep Radio)" – 4:40
- "Dangerous (Roger's Jeep Instrumental)" – 6:15
- "Dangerous (Roger's Tribal Treatment)" – 4:53
- "Dangerous (Subterranian Dub 1)" – 7:05
- "Dangerous (Subterranian Dub 2)" – 5:40
- "Dangerous (Bad Boy Beats)" – 3:27

## Rechtszaak
In 1994 beschuldigde songwriter Crystal Cartier Jackson, Bottrel en Riley van plagiaat. Cartier beweerde dat zij Dangerous in 1985 had geschreven en er auteursrecht op het nummer zou zitten. In een rechtszaak verklaarde Jackson echter dat Dangerous was ontstaan uit het nummer Streetwalker, dat hij samen met Bottrell had geschreven. Een vroege demoversie van Dangerous werd samen met een audiofragment van de studiosessies in de rechtszaal afgespeeld als bewijsstuk. In het audiofragment zong Jackson Dangerous en Billie Jean a capella, wat zeldzaam inzicht gaf in de manier waarop Jackson nieuwe muziek schreef. Omdat Cartier niet in staat was om een originele opname uit 1985 als bewijs te leveren, oordeelde de rechter in het voordeel van Jackson. Cartier werd het recht om in hoger beroep te gaan ontzegd.

## Optredens
Dangerous was onderdeel van het tweede deel van de Dangerous World Tour (1993) en de gehele HIStory World Tour (1996-1997) Ook trad Jackson met het nummer op tijdens de American Music Awards in 1993 en de MTV Music Awards in 1995. In 2002 was Dangerous onderdeel van Jackson's Live at the Apollo mini-concert en danste hij op het nummer tijdens de 50 jaar jubileum-special van American Bandstand. Het optreden bij American Bandstad was Jacksons laatste live optreden voor zijn overlijden in 2009.

#### This Is It
In de aanloop naar de This Is It concertenreeks in 2009 werd Dangerous overwogen als onderdeel van de uiteindelijke setlist. In 2011 lekte er op het internet een stukje van de repetitie voor het nummer uit. De versie van Dangerous die Jackson wilde opvoeren zou onderdelen van de nummers Morphine, 2000 Watts, This Place Hotel, Stranger in Moscow en Smooth Criminal bevatten.